# School van Tervuren
De School van Tervuren was een groep kunstschilders die zich rond 1870 te Tervuren vormde, omheen Hippolyte Boulenger. Hij was er de sterkste persoonlijkheid van en hij gaf de groep ook haar naam. Deze eerste generatie van deze School situeert zich, in navolging van de School van Barbizon, in de landschapsschilderkunst uit het midden van de 19de eeuw, een trend die men ook "plein-airisme" noemt.

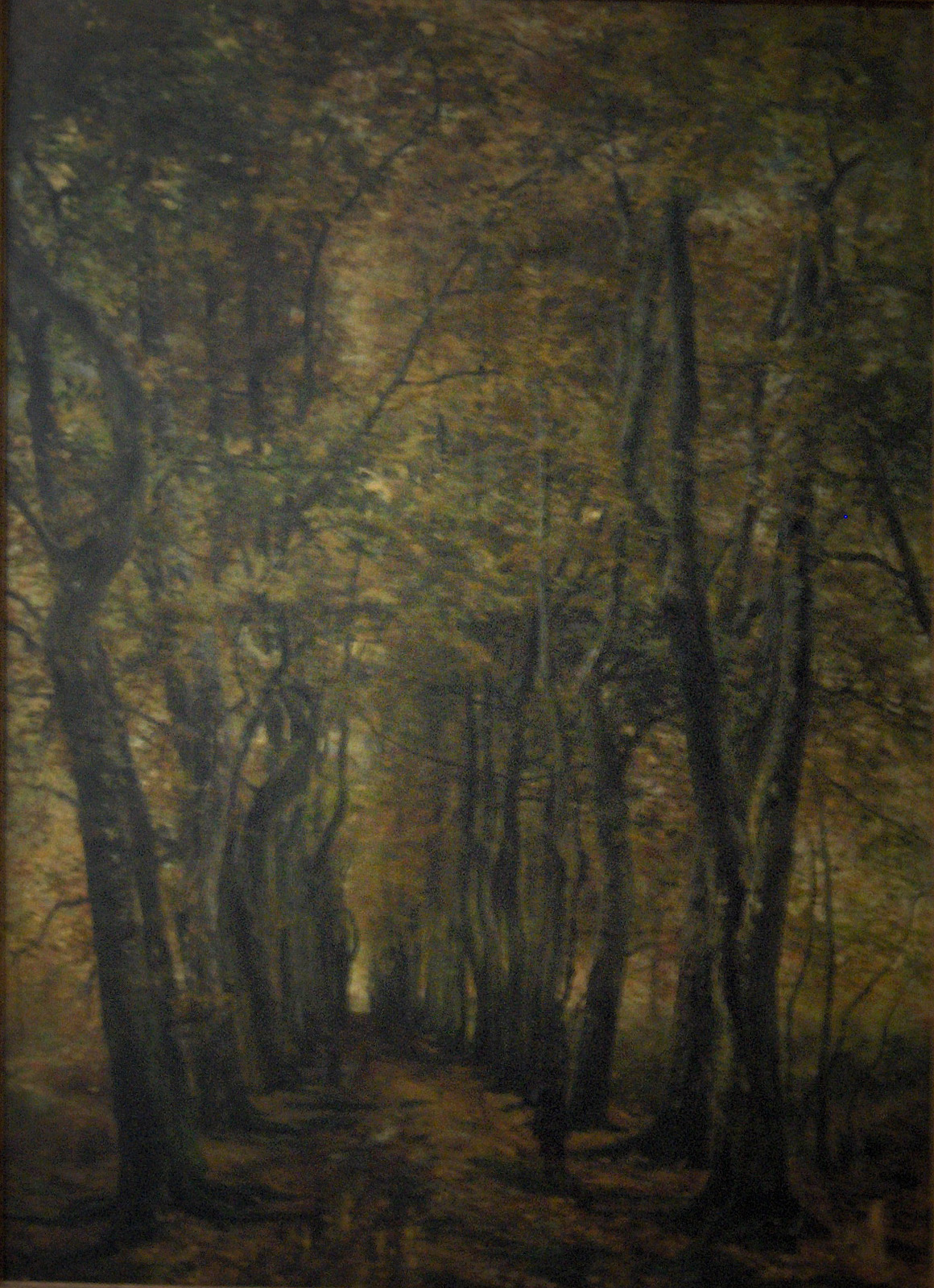
De Oude Haagbeukdreef, Tervuren (1871-1872)
Hippolyte Boulenger, K.M.S.K., Brussel

Net zoals bij het Franse Barbizon, 30 jaar voordien, was er geen sprake van een gemeenschappelijk programma, noch van enige gezamenlijke theorie of procedé. Ze hadden alleen de wil gemeen, zich te bevrijden van een te stug academisme, zich in de natuur onder te dompelen en de vrijheid van de kunstenaar te manifesteren.

## Voorlopers
De Belgische landschapsschilderkunst ontstond in de jaren 30 en 40 van de 19de eeuw, onder impuls van een aantal kunstenaars van wie de meesten enige tijd hadden verbleven in Barbizon. Tot deze voorlopers van de School van Tervuren rekent men Théodore Fourmois, Edouard Huberti, Paul Lauters, Pierre-Louis Kuhnen, Alfred de Knyff, François Roffiaen, Edmond De Schampheleer, François de Lamorinière en Joseph Quinaux. Vanaf 1840 hadden enkele Brusselse schilders, zoals Fourmois en Huberti, het landelijk dorpje Tervuren ontdekt en kwamen er in de vrije natuur schetsen en schilderen. De Franse Barbizonschilder Léonce Chabry (1832-1883) verbleef regelmatig in Brussel. Hij was er bevriend met de dierenschilder Alfred Verwee maar ook met Joseph-Théodore Coosemans, met wie hij ook in Tervuren schilderde. Joseph Coosemans, die toen stalknecht was in de paardenstoeterij van Tervuren, werd gestimuleerd door de Brusselse dierenschilder Charles Tschaggeny om zijn talent als tekenaar te ontwikkelen.Hij zou toen enkele tientallen schetsen van paarden hebben gemaakt, waarvan nu echter elk spoor verdwenen is. Later, toen hij gemeentesecretaris was in Tervuren, werd hij gestimuleerd door Fourmois tot het schilderen van landschappen in realistische stijl. Ook Huberti verbleef regelmatig in de herberg "In den Vos" waar hij contact met jonge schilders uit de omgeving.

## Oprichting
Camille van Camp had in 1859 enkele weken in Barbizon verbleven en verbleef kort daarop in Tervuren in de herberg "In den Vos". Hij kan aldus beschouwd worden als een verbindingsman tussen de School van Barbizon en de School van Tervuren. In 1863 kwam Camille Van Camp met zijn vriend Hippolyte Boulenger naar Tervuren, dat zij bestempelden als het "Belgisch Barbizon". Ze verbleven opnieuw een tijd in de herberg "In den Vos" en maakten er plannen om een kunstenaarskolonie te stichten in Tervuren. Boulenger verhuisde het volgend jaar naar Tervuren, eerst naar dezelfde artiestenherberg en later ging hij wonen in de Brusselsestraat. Hij richtte zijn eerste atelier op in de paardenstallen van het voormalig hertogelijk kasteel. De komst van Boulenger naar Tervuren bracht het artistieke leven aldaar in een stroomversnelling. De uittocht uit Brussel was begonnen en veel schilders verlieten hun atelier voor het schilderen in de openlucht in Tervuren, in de Josaphatvallei in Schaarbeek of aan het Rood klooster in Oudergem.
De term "School van Tervuren" werd voor het eerst geopperd in 1866 door Jules Raeymaekers tijdens een gezellig praatje in de herberg "In den Vos" met Boulenger en Coosemans en nog een vierde schilder. Hippolyte Boulenger had dan, ten titel van boutade, voor het Brusselse Salon van 1866 op de rugzijde van een van zijn werken "School van Tervuren" geplaatst. Dit werd door de bezoekers van het Salon op ongeloof onthaald. Critici dreven ermee zelfs de spot

## Eerste generatie
Daarmee had Boulenger meteen de naam gekleefd op een eerste generatie kunstenaars, die gewoon waren, gezamenlijk of afzonderlijk, aan het schilderen te gaan, in het dorp, in het Zoniënwoud of in de directe landelijke omgeving, als plein-airisten direct in de natuur zelf. Zelfs gezamenlijk werd veelal van gedachten gewisseld, op het marktplein in de herberg "In de Vos". De betrokkenen waren, naast Boulenger zelf, Joseph Coosemans (1828-1904), Jules Raeymaekers (1833-1904), Alphonse Asselbergs (1839-1916). Enkele andere kunstenaars behoorden sporadisch tot deze groep : Edouard Huberti (1818-1880), Louis Crépin (1828-1887), Jean-Baptist Bogaerts (1837 - ?), Hendrik Van der Hecht (1841-1901) en Jules Montigny (1840-1899).
De meeste van de schilders uit deze en latere generaties behoorden ook tot de kunstenaarskolonie van Anseremme, of trokken naar zee, naar de kunstenaarskolonie in Heist en Knokke. Anderen wisselden het Zoniënwoud af met het barre Kempense heidelandschap rond Genk en worden ook gerekend tot de Genkse School.
Coosemans en Asselbergs hebben in 1875 enige tijd in Barbizon verbleven en hebben er grootse landschappen op doek gezet zoals Maartse dag aan de Mare-aux-fées (A. Asselbergs, 1876; KMSK Brussel). De landschapschilder Edouard Huberti was eerder een grijsschilder. Hij wordt daarom weleens de Belgische Corot genoemd.
De Tervurense meesters zonderden zich niet af. Ze hadden wel degelijk contacten met andere realisten als Louis Artan, Theodore Tscharner, François Binjé of Alfred Verwee. Er was zelfs wisselwerking met de landschappers van de Kalmthoutse School en de Dendermondse School, die zich in de Tervurense natuur kwamen ophouden. Théodore Baron, Isidore Meyers en Franz Courtens waren hierbij opvallende figuren. Deze School is ook gangmaker geweest in 1868 bij de oprichting van de "Société Libre des Beaux-Arts" in Brussel.
Veel van deze Tervurense meesters zijn verder geëvolueerd naar een impressionisme met een eigen karakter : Hippolyte Boulenger (eerder een aanzet tot het impressionisme), Guillaume Vogels, Louis Crépin, Camille Van Camp, Isidore Verheyden en nog enkele anderen.

## Tweede generatie
Rond 1875 was het effect van de vernieuwingsdrang van de eerste generatie uitgewerkt. Er bleven wel enkele traditionalisten bestaan, maar er ontstond een nieuwe groep schilders. Zij noemden zich eveneens aanhangers van de School van Tervuren die het pleinairisme nastreefden, maar dan niet langer in realistische stijl maar met een inheemse impressionistische stijl. Boulenger werd, na zijn dood in 1874, door zijn collega's meer en meer beschouwd als leermeester en de toonaangevende schilder uit de eerste generatie. Deze schilders woonden niet in Tervuren, maar kwamen er sporadisch. Er was nauwelijks een daadwerkelijke band tussen hen, maar men kan eerder spreken van een geestesverband.
De voornaamste vertegenwoordigers waren : Guillaume Vogels, Isidore Verheyden, Jean Baptiste Degreef, Lucien Frank, Franz Courtens en de dames Anna Boch, Marie Collart en Louise Héger.
Hierbij sloten enkele geestesverwanten aan : Adolphe Hamesse, Théo Hannon, Richard Viandier, Péricles Pantazis, Jean-François Taelemans en Joseph-Charles François.

## Derde generatie
Zelfs een derde groep landschapschilders zou, tussen 1895 en 1914, nog sporadisch Tervuren en omgeving aandoen. Het is een heterogene groep die een korte tijd op kamers verbleven bij gezinnen in Tervuren. De faam van Tervuren en Hippolyte Boulenger was onverminderd blijven bestaan.
Een eerste groep waren leerlingen van Joseph Coosemans, die intussen leraar landschapschilderen geworden was aan het Hoger Instituut voor Schone Kunsten te Antwerpen. Hij droeg zijn geestdrift voor Genk en Tervuren, de plekken waar hij destijds zelf geschilderd had, over op Emile Jacques, Armand Maclot, Paul Leduc, Emiel Walravens, Rik van den Wildenbergh en Albéric Matthys. Ook Frans Van Leemputten, die Coosemans had opgevolgd, deed hetzelfde. Een aantal van hen heeft portretten getekend van de familie waarbij zij verbleven.
Een tweede groep waren autodidacten of leerlingen van schilders uit een vorige generatie van de School van Tervuren, in het bijzonder van Richard Viandier : Emile Lecomte, Emmanuel Viérin, Alfons De Clercq, Joseph De Mey en Edmond Verstraeten.
Een derde groep wordt gevormd door schilders die regelmatig naar Tervuren kwamen of er zelfs enige tijd verbleven : Amedée Degreef, Alfred Bastien, Adolphe Keller, Jules Van de Leene, Louis Clesse, Henri Logelain en Léon Dardenne, die acht jaar in Tervuren woonde.
Met het uitbreken in 1914 van de Eerste Wereldoorlog kwam er een einde de School van Tervuren. Maar de sites in het Zoniënwoud bleven aantrekkelijk voor vele landschapsschilders daarna. In 2016 begint geboren Tervurenaar Kloot Per W individueel en op eigen initiatief aan remakes in popart stijl, gecombineerd met plein-airisme aan een persoonlijke 'revisie' van de School van Tervurenstijl voor het eerst te zien in het Bistro Mille 'Bootjeshuis' in de Warrande gedurende de Tervuurse Artiestentoer van 2017. Landschaps-erotiek met pop art technieken met flens kleuren palet.

## Museum
Het privé-museum "Het Schaakbord" te Tervuren bevatte een vaste collectie met een 40-tal stukken uit de "School van Tervuren". Dit privé-museum was een initiatief van de Vrienden van de School van Tervuren. Deze vereniging bleef verder ijveren, met succes, voor de creatie van een gemeentelijk museum rond de School van Tervuren. Na de sluiting van het privé-museum "Het Schaakbord" in het voorjaar van 2007, werd een belangrijke collectie van de diverse generaties van deze School evenals de collecties van de heemkundige kring van Tervuren ondergebracht in "Het Hof van Melijn" in het hart van Tervuren. Omwille van stabiliteitsproblemen van het gebouw, is dit museum in 2016 definitief gesloten. Een nieuw museum zal mettertijd ingericht worden in een vleugel van "Het Hoefijzer" (de voormalige Panquinkazerne in Tervuren). Tussentijds worden tijdelijke tentoonstellingen door de Vrienden van de School van Tervuren voorzien in het vrijetijdscentrum "De Warandepoort", Markt 7b in Tervuren.